# غراكوفو (أودمورتيا)
غراكوفو (بالروسية: Грахово) هي مدينة في جمهورية أودمورتيا في روسيا. يبلغ عدد سكانها حوالي 3358 نسمة.